# Verbena ribifolia
Verbena ribifolia — вид трав'янистих рослин родини Вербенові (Verbenaceae), ендемік Чилі.

## Опис
Суплодові, чотирикутні стебла жорстко волосаті; міжвузля 2.5–3 см. Листки з черешком 2–3 мм, листові пластини 1.5–3.5 x 1–3 см, від 3-лопатчатих до 3-перистих, з тупою вершиною, клинуватою основою; верх листя з притиснутими волосками, низ листя з щільно жорстко волосатий, довші волоски на жилках. 
Квіти у суцвіттях на коротких квітконіжках 1–4 см. Приквіткові приквітки 3 мм, лінійні, поверхня жорстка, поля волохаті. Чашечка 7 мм, жорстко волосата, зубчики до 2.5 мм. Віночок червонуватого або білого забарвлення, 9–10 мм, щільно запушений. Верхня пара тичинок без сполучних придатків.

## Поширення
Ендемік Чилі.
Вид росте в регіонах О'Хіггінс, Мауле і Метрополітана.